# OKLM
Pour l’article homonyme, voir OKLM Radio et TV.
Singles de Booba
La mort leur va si bien
(2014)
OKLM (Au calme en langage SMS) est un single du rappeur français Booba sorti le 26 mai 2014. Le single se classe en tête des ventes dès sa sortie en France.

## Genèse
Seulement un mois après la sortie de la réédition de son dernier album Futur sous le titre Futur 2.0, sortie fin novembre 2013, Booba annonce qu'il travaille sur son septième album. Il dévoile entre-temps le single La Mort leur va si bien, issue de la bande originale du prochain court métrage de Chris Macari, le 7 février 2014,. OKLM est le premier single proposé.

## Accueil commercial
Le single est proposé en pré-commande sur iTunes avant de l'interpréter au Grand Journal,. Le morceau se classe n°1 des singles les plus vendus sur iTunes avant sa sortie,. Lors de sa première semaine d'exploitation, le single se classe en tête des ventes de singles en France. OKLM se classe ainsi devant Stolen Dance de Milky Chance, qui était n°1 les trois semaines précédentes. En Belgique francophone, OKLM se classe à la 7e place des ventes, et à la 72e place en Suisse.

## Clip
Le clip d'OKLM s'inspire du film Drive (2011) de Nicolas Winding Refn avec Ryan Gosling.

## Interprétations en direct
Booba interprète pour la première fois en live son single lors du Grand Journal de Cannes le 19 mai 2014.  

## Classements hebdomadaires
| Classement (2014)                       | Meilleure position |
| --------------------------------------- | ------------------ |
| Belgique (Wallonie Ultratop 50 Singles) | 7                  |
| Belgique (Wallonie Ultratip 50)         | 26                 |
| France (SNEP)                           | 1                  |
| Suisse (Schweizer Hitparade)            | 72                 |